# Fountainea nessus
Espèce
Fountainea nessus  est un insecte lépidoptère de la famille des Nymphalidae et de la sous-famille des Charaxinae et du genre Fountainea.

## Dénomination
Fountainea nessus a été décrit par Pierre-André Latreille en 1813 sous le nom initial de Nymphalis nessus.
Synonymes : Nymphalis nesea Godart, [1824]; Nymphalis cleodice C. & R. Felder, 1861; Nymphalis tempe C. & R. Felder, 1861; Anaea nessus floridus Röber, 1926; Anaea nessus douglasi Bryk, 1953.

### Nom vernaculaire
Fountainea nessus se nomme Superb Leafwing en anglais.

## Description
Fountainea nessus est un papillon d'une envergure d'environ 60 mm, un peu moins pour le mâle, un peu plus pour la femelle, aux ailes antérieures à bord costal bossu, apex anguleux et bord externe très légèrement concave, aux ailes postérieures chacune avec une queue.
Le dessus du mâle est marron avec aux ailes antérieures deux bandes rose vif partant du bord costal, plus ou moins soulignées de bleu.
Le dessus de la femelle est beige avec aux ailes antérieures une large bande blanche du milieu du bord costal à l'angle interne.
Le revers est beige marbré et mime une feuille morte.

## Écologie et distribution
Fountainea nessus est présent en Colombie, au Venezuela, en Équateur, au Pérou et en Argentine,.

### Biotope
Fountainea nessus réside dans la forêt primaire humide à une altitude entre 200 m et 800 m.

### Protection
Pas de statut de protection particulier.